# 大野市営バス
大野市営バス（おおのしえいバス）は、福井県大野市が運営する自家用有償旅客運送（交通空白地有償運送）。
本項では、コミュニティバス「越前おおのまちなか循環バス（ゆう・ゆうバス）」と乗合タクシーについても併せて記述する。

## 概要
戦後、旅行ブームが広がりを見せ、白山の登山口となっていた温泉鳩ヶ湯も人気を集めた。しかし、当所に至る道路は路面状況が悪く、公共交通が整備されていなかったため、1951年に国鉄が自動車路線の免許を申請し、翌1952年から国鉄バス大野線の支線として鳩ヶ湯までのバス路線の運行が開始されたが、かねてからの沿線人口の減少や旅行ブームの縮小により、1975年には廃線となってしまった。国鉄バス廃線後の1975年からは大野市が、路線を引き継ぐ形で、大野三番から越前大野駅を経由して鳩ヶ湯まで至る市営バス白山線の自主運行を開始した。しかし、市営バス転換後も年間の利用者数が千人程度と伸び悩み、1980年代半ばになると大野市街地で国鉄バスや京福バスが運行していた路線の大多数も赤字になってしまっていた。そのような中、1987年（昭和62年）1月31日付で国鉄バス大野線の本線部分が廃止されてしまったため、大野市は従来の自主運行から京福電鉄に委託する貸切代替バスとして大野線の代替運行を開始、後に大野市に合併される旧和泉村も和泉村営バスとして大野線の代替運行を開始した。2000年代に入り、大野市と和泉村が合併すると、和泉村営バスとして運行していた路線が大野市営バスに移管された。また、2009年（平成21年）10月1日には、赤字が続いていた京福バスの市街地路線の一部を継承し、乗合タクシーとして運行を開始した。さらに、同日より、1983年まで大野線の市内線系統が運行されていた大野市市街地周辺地域で「まちなか循環バス（ゆう・ゆうバス）」の運行も開始した。道の駅越前おおの荒島の郷が開駅した2021年（令和3年）、2024年（令和6年）の京福バス中野車庫（旧大野営業所）管轄路線の廃止に伴い、路線再編を行っている。2024年（令和6年）4月よりバスロケーションシステムに対応した。
大野市営バスの和泉地区の車庫は、福井県大野市朝日22-20（九頭竜湖駅東）に所在する。まちなか循環バス（ゆう・ゆうバス）の車両は旧京福バス中野車庫に配置し、下庄線始発のバス停留所まで回送される。

## 運賃
下庄線と和泉乗合バス定時便、まちなか循環バスは大人一律100円、和泉乗合バス予約便（区域運行）は大人一律200円、乗合タクシーは大人一律300円。和泉大野線は乗車区間により運賃が異なり、各種割引制度やまちなか区域運行の追加運賃がある。子供・障がい者は半額、乳幼児は無料。回数乗車券や定期乗車券を設定している路線もある。

## 現行路線

### 下庄線
- 西大月 → 下庄小学校
  - 大野観光自動車に運行を委託している。交通事業者協力型自家用有償旅客運送制度により事業用自動車（緑ナンバー）を使用し、後述のまちなか循環バス（ゆう・ゆうバス）と車両を共通化している[3]。
  - 下庄小学校の開校日のみの運行ではあるが、一般人の利用も可能である。
  - 京福バス大矢戸線の廃止[4]（休校日運休のため最終運行日は2024年3月22日[5]）に伴い、2024年（令和6年）4月1日新設[6]。
  - まちなか循環バス（ゆう・ゆうバス）の車両は越美北線（九頭竜線）北大野駅 - 越前大野駅間の高架鉄道区間の橋桁を通ることができないため、大矢戸線からルートを変更した[3]。
  - 運行終了後、まちなか循環バス（ゆう・ゆうバス）の始発バス停留所まで回送される[3]。

### 和泉大野線
- まちなか区域運行（越前大野駅方面行き第1便のみ） ← 越前大野駅 - 陽明中学校（一部便のみ）- 道の駅越前おおの荒島の郷（一部便のみ）- 九頭竜湖駅 → 和泉乗合バス乗継利用
  - いずみタクシーに運行を委託している。市が所有する自家用バス（白ナンバー）を使用し、後述の和泉乗合バスと車両を共通化している[3]。
  - 年末年始以外毎日運行ではあるが、2024年4月に九頭竜湖駅近くにあった大野市和泉中学校の廃校に伴い同地区から通学することになった大野市内の中学校に合わせて登校日ダイヤと休校日ダイヤがある。
  - 2021年（令和3年）4月22日より、下りの一部便のみ道の駅越前おおの荒島の郷停留所の経由を開始し[2]、その後2024年（令和6年）4月1日のダイヤ改正で一部の上下便が経由するようになった[3]。
  - 2024年（令和6年）4月1日の和泉3線（大野線・前坂線・中竜線）廃止に伴う路線再編によって、大野線から和泉大野線に名称が変更され、九頭竜湖への速達性向上のため、中部縦貫自動車道を経由するようになり、九頭竜湖駅周辺と大野市街地以外の国道158号区間を走行しなくなったため、勝原駅には停車しなくなり、運賃（大人）を最大800円から500円へ引き下げた[3]。

### 和泉乗合バス
2024年（令和6年）4月1日の和泉3線（大野線・前坂線・中竜線）の廃止に伴い、区域運行型のデマンド型交通を新設した。同時に登録無料の会員制を導入し、自宅でも乗り降りできるようになり、運賃（大人）を100円から200円へ引き上げた。平日のみ運行し、年末年始は運休する。
ただし、朝に一便のみ、小学校・中学校への通学利用のため、定時便（後野 → 九頭竜湖駅）が設定されており、一般人の利用も可能ではあるが、和泉地区の小中学生利用者を最優先し、次に会員登録している和泉地区の住民利用者が優先となるため、バスの乗車定員に達した場合は一般人の利用はできない。

### まちなか循環バス（ゆう・ゆうバス）
- 2009年（平成21年）10月1日より「まちなか循環バス」と「乗合タクシー」の実証運行を開始し[7]、2012年（平成24年）4月1日より本格運行を開始した[8]。
- 自家用有償旅客運送（交通空白地有償運送）ではなく一般乗合旅客自動車運送事業（4条乗合）として事業用自動車（緑ナンバー）を使用し、先述の大野市営バス下庄線と車両を共通化している[3]。
- 京福バス中野車庫（旧大野営業所）の業務縮小に伴い赤バスの運行から撤退し、2023年（令和5年）4月1日より大野観光自動車による単独運行となった[6]。
- 赤バス（後ろ乗り前降りの運賃後払い方式）と青バス（前乗り後ろ降りの運賃前払い方式）の車両を共通化して後ろ乗り前降りの運賃後払い方式に統一し、2023年（令和5年）6月19日より新型車両の運行を開始した[6]。
- 2023年（令和5年）9月9日より土曜日・休日に限りボンネットバスで運行するようになった[6]。
- 北ルート（時計回り）→南ルート（反時計回り）（かつての赤バスルート）、南ルート（時計回り）→北ルート（反時計回り）（かつての青バスルート）の2系統で運行されている。
- 土曜日・休日は減便運行。冬は平日に限り最終便が増便される。年末年始は全便運休する。

#### 北ルート
- 越前大野駅 - 大野市役所・結とぴあ - 結ステーション - 北大野駅口 - 奥越明成高校前 - 大野郵便局 - 越前大野駅
  - 北ルート（反時計回り）はこの逆の経路である。
  - 第1便は北大野駅口 - 青少年教育センター間のバス停を経由しない。

#### 南ルート
- 越前大野駅 - 明治公園 - 篠座神社参道口 - 大野高校前 - 大野市役所・結とぴあ - 結ステーション - 越前大野駅
  - 南ルート（反時計回り）はこの逆の経路である。
  - 第1便はヴィオを経由しない。

### 乗合タクシー
利用時には全路線で予約が必要な「区域運行」型の乗合タクシー。2024年（令和6年）4月1日より登録無料の会員制を導入し、自宅でも乗り降りできるようになった。自家用有償旅客運送（交通空白地有償運送）ではなく一般乗合旅客自動車運送事業（4条乗合）として事業用自動車（緑ナンバー）を使用し、大野タクシーに運行を委託している。平日のみ運行し、年末年始は運休する。2024年（令和6年）4月1日のダイヤ改正により利用の少ない土曜日の運行を取り止め、相乗り割引（100円引き）と300円・400円・500円の距離別の運賃体系を廃止し、運賃（大人）を一律300円に統一した。
- 大矢戸・乾側線
- 森目・阪谷線
- 友兼・蕨生線
- 小山・木本堀兼線

## 廃止路線

### 道の駅線
- 越前大野駅 - 君ヶ代橋 - 道の駅越前おおの荒島の郷 - (勝原駅 - 鳩ヶ湯)
  - 大野市営バス最初の路線「白山線」として開業した。
  - 2021年（令和3年）に道の駅越前おおの荒島の郷が開駅したことに伴い、白山線を廃止し[9]、道の駅線を開設し、2021年（令和3年）4月22日より運行を開始した[2]。
  - ()の区間はフリー乗降制。
  - 冬季（11月下旬〜4月中旬）は全便運休する。
  - 鳩ヶ湯行きの便は5月から11月までの火曜日・土曜日・日曜日・祝日のみ運行。
  - 道の駅越前おおの荒島の郷行きは5月から11月までの毎日運行。
  - 市が所有する自家用バス（白ナンバー）を使用し、大野観光自動車に運行を委託していた。
  - 2023年度（令和5年度）運行分をもって廃止され、代替移動手段はなく、五箇地区（勝原駅周辺及び打波川沿い）住民のタクシー利用料金助成制度の拡充によって対応する[3]。

### 前坂線
- 診療所前 - 九頭竜湖駅 - 後野 - 和泉スキー場 - 家族旅行村
  - 終点家族旅行村停留場から美濃白鳥駅方面に向かう白鳥交通石徹白線の石徹白停留所まで岐阜県道・福井県道127号白山中居神社朝日線（冬期閉鎖）を経由して徒歩2時間で乗換が可能だった[10]。
  - 国道158号沿い以外は全区間フリー乗降制。時間帯によって「路線定期運行」（予約不要）と「路線不定期運行」（要予約）の便があった。
  - 市が所有する自家用バス（白ナンバー）を使用し、いずみタクシーに運行を委託していた。
  - 2024年（令和6年）4月1日の和泉3線の廃止後は、同市営バスが運行する和泉乗合バスが廃止代替を担う[3]。

### 中竜線
- 診療所前 - 九頭竜湖駅 - 平成の湯 - 中竜
  - 国道158号沿い以外は全区間フリー乗降制。時間帯によって「路線定期運行」（予約不要）と「路線不定期運行」（要予約）の便があった。
  - 市が所有する自家用バス（白ナンバー）を使用し、いずみタクシーに運行を委託していた。
  - 2024年（令和6年）4月1日の和泉3線の廃止後は、同市営バスが運行する和泉乗合バスが廃止代替を担う[3]。

### 小山・木本堀兼線定時便
- 堀兼 - 大野駅 - 大野市役所・結とぴあ
  - 大野市乗合タクシーの中で唯一、路線定期運行を行っていた。
  - 上庄小学校の開校日のみの運行ではあるが、一般人の利用も可能であった。
  - 他の乗合タクシーと同じく、事業用自動車（緑ナンバー）を使用し、大野タクシーに運行を委託していた。
  - 2023年度（令和5年度）運行分をもって廃止され、スクールバスの増台により廃止代替を担う[3]。

### 観光周遊バス 勝山・大野ライン
- 勝山駅 - 平泉寺 - 越前大野駅 - 平泉寺 - 勝山駅
  - 北陸新幹線の敦賀駅延伸開業に伴って増加が見込まれる観光客の公共交通機関確保のため、観光目的での路線バスの利用状況の調査を開始し、2022年4月〜7月、9月〜11月の期間限定で観光周遊バスの実証運行を行っていたが、実証運行後の2023年度以降は運行されずに廃止となった[11]。
  - 運行は大福交通有限会社に委託していた。